# Premio Max Jacob
El premio Max Jacob (en francés Prix Max-Jacob) es un premio literario francés instaurado en 1951 por Florence Frank Jay Gould con la intención de honrar la memoria de Max Jacob, muerto el 5 de marzo de 1944. Jacob estuvo preso en el campo de internamiento de Drancy y dos semanas después de haber sido arrestado por la Gestapo, apareció muerto. El premio destaca cada año un libro de poesía.

## Ganadores
Desde 1951, a continuación se recogen los ganadores del certamen. En 1971 quedó desierto.
- 1951: Louis Guillaume, Noir comme la mer, ed. Les lettres.
- 1952: Armen Lubin, Sainte Patience, ed. Gallimard.
- 1953: Marcel Sauvage, Œuvre d'Or, ed. Gallimard.
- 1954: Jean Grosjean, Fils de l'Homme, ed. Gallimard.
- 1955: Mademoiselle, Marie Josèphe, ed. Les yeux cernés, Debresse.
- 1956: Edmond Humeau, por toda su obra.
- 1957: Marc Alyn, Le Temps des autres, ed. Ouvrières & Pierre Zech.
- 1958: Charles Le Quintrec, Les noces de la terre, ed. Grasset. | Pierre Oster, Solitude de la lumière, ed. Gallimard.
- 1959: Gabriel Dheur, Monde transparent, ed. Seghers. | Henry Bauchau, Géologie, ed. Gallimard.
- 1960: Alain Bosquet, Deuxième testament, ed. Gallimard.
- 1961: Lena Leclercq, Poèmes insoumis, ed. Barbezat.
- 1962: Michel Deguy, Poèmes de la presqu'île, ed. Gallimard.
- 1963: Georges Perros, Poèmes Bleus, ed. Gallimard.
- 1964: Luc Bérimont, Les accrus, ed. Seghers. | Philippe Salabreuil, La liberté des feuilles, ed. Gallimard.
- 1965: Roger Giroux, L'arbre, le temps, ed. Mercure de France.
- 1966: Gaston Puel, Le cinquième château, ed. La fenêtre ardente.
- 1967: Édith Boissonnas, L'Embellie, ed. Gallimard.
- 1968: Paul Chaulot, La porte la plus sûre, ed. Seghers.
- 1969: Jacques Réda, Amen, ed. Gallimard.
- 1970: Daniel Boulanger, Retouches, ed. Gallimard.
- 1972: Henry Meschonnic, Dédicaces, proverbes, ed. Gallimard.
- 1973: Hubert Juin, Le cinquième poème, ed. Français Réunis.
- 1974: Jean-Claude Renard, Le dieu de la nuit, ed. du Seuil.
- 1975: Jean Guichard-Meilli, Récits abrégés, ed. Galanis.
- 1976: Jean Orizet, En soi le chaos, ed. St Germain des Prés.
- 1977: Claude de Burine, Le Passeur, ed. St Germain des Prés.
- 1978: Bernard Hreglisch, Droit d'absence, ed. Belfond.
- 1979: Marie-Claire Banquart, Mémoire d'abolie, ed. Belfond.
- 1980: Patrick Remaux, Repérage du vif, ed. Gallimard.
- 1981: Salah Stétié, Inversion de l'arbre et du silence, ed. Gallimard.
- 1982: Jean Michel Franck, Le Christ est du matin, ed. Gallimard.
- 1983: Patrice Delbourg, Génériques, ed. Belfond. | Dominique, Grandmont Ici-bas, ed. Messidor.
- 1985: Jude Stéphan, Laures, ed. Gallimard.
- 1986: Jean-Pierre Lemaire, Visitations, ed. Gallimard.
- 1987: Jean-Michel Maulpoix, Ne cherchez plus mon cœur, ed. P.O.L.
- 1988: Paul de Roux, Le front contre la vitre, ed. Gallimard.
- 1989: Richard Rognet, Je suis cet homme, ed. Belfond.
- 1990: Pierre Toreilles, Parages du séjour, ed. Grasset.
- 1991: François Jacmin, Le livre de la neige, ed. la Différence.
- 1992: Charles Dobzynsky, La vie est un orchestre, ed. Belfond.
- 1993: Mathieu Bénezet, Ode à la poésie, William Blake & Co. Edit.
- 1994: Emmanuel Moses, Les bâtiments de la compagnie asiatique, ed. Obsidiane.
- 1995: Yves Mabin Chennevière, Méditation métèque, ed. La Différence.
- 1996: Alexandre Voisard, Le repentir du peintre, ed. Empreintes.
- 1997: Xavier Bordes, Comme un bruit de source, ed. Gallimard.
- 1998: Pierre-Jean Rémy, Retour d'Hélène, ed. Gallimard.
- 2000: Philippe Delaveau, Petits gloires ordinaires, ed. Gallimard.
- 2001: Gérard Cartier, Méridien de Greenwich, ed. Obsidiane.
- 2003: Monchoachi, L'Espère-geste, ed. Obsidiane. | Jaan Kaplinski, Le désir de la poussière, ed. Riveneuve.
- 2004: Jean Pérol, À part et passager, ed. La Différence. | Abdelamir Chawki, L'Obélisque d'Anail, Mercure de France.
- 2005: Bernard Noël, Les yeux dans la couleur, P.O.L. | Mohammad-Ali Sepânlou, Le temps versatile, ed. de l'Inventaire.
- 2006: Pierre Siméon, Lettres la femme aimée au sujet de la mort, Cheyne. | Özdemir Ince, Mani est vivant !, ed. Al Manar.
- 2007: Danièle Corre, Énigme du sol et du corps, ed. Aspects. | Marie Huot, Chants de l'Eolienne, ed. Le Temps qu'il fait. | Vasco Graça Moura, Une lettre en hiver et autres poèmes (1963-2005), ed. de la Différence.
- 2008: Adonis, Al Kitâb, ed. du Seuil. | Jean-Yves Masson, Neuvains du sommeil et de la sagesse, ed. Cheyne.[2]
- 2009: Jacques Jouet, MRM, ed. P. O. L. | Issa Makhlouf, Lettre aux deux sœurs, ed. José Corti.
- 2010: Bernard Mazo, La cendre des Jours, ed. Voix d'Encre. | Breyten Breytenbach: Outre Voix - Voice Over, ed. Actes Sud.
- 2011: Nimrod, Babel Babylone, ed. Obsidiane. | Wadih Saadeh, Le texte de l'absence et autres poèmes, ed. Sinbad.
- 2012: Gérard Noiret, Autoportraits au soleil levant, ed. Obsidiane. | Volker Braun, Le massacre des illusions, ed. L'oreille du loup.
- 2013: James Sacré, Le paysage est sans légende, ed. Alain Gorius. | Thanassis Hatzopoulos, Cellule, - ed. bilingue, editore Cheyne.
- 2014: Éric Sarner, Cœur Chronique, ed. Castor Astral. | Mohammed Bennis, Lieu Païen, ed. L'Amourier.
- 2015: Paol Keineg, Mauvaises langues, ed. Obsidiane. | Ritta Baddoura, Parler étrangement, ed. L'Arbre à paroles.
- 2016: Esther Tellermann, Sous votre nom, ed. Flammarion. |Títos Patríkios, Sur la barricade du temps, ed. Le Temps des cerises, prefazione: Olivier Delorme, traduzione: Marie-Laure Coulmin Koutsaftis.
- 2017: Guy Goffette,  Petits riens pour jours absolus, ed. Gallimard. | Ida Vitale, Ni plus ni moins, ed. du Seuil.
- 2018: Béatrice de Jurquet, Si quelqu’un écoute, ed. La Rumeur libre. | Michèle Finck, Connaissance par les larmes, ed. Arfuyen. | Salim Barakat, Syrie et autres poèmes, ed. Actes Sud/Sindbad.
- 2019: Étienne Faure, Tête en bas, ed. Gallimard. | Lasse Söderberg, Pierres de Jérusalem, ed. Caractères, coll. Planètes.
- 2020 : Aksinia Mihaylova, Le Baiser du temps, Parigi, Gallimard. | Mikaël Hautchamp, Le Vol des oiseaux filles,  Devesset, Cheyne éditeur. | Jan Wagner,[3] Les Variations de la citerne, Arles, Actes Sud, coll. « Lettres allemandes ».
- 2021 : Patrick Laupin, Mon livre, éd. Le Réalgar. | Réginald Gaillard, Hospitalité des gouffres, ed. Ad Solem.